# Caucaso
Il Caucaso è una regione geografica che prende il nome dall'omonima catena montuosa; è posta tra il Mar Nero, il Mare d’Azov e il Mar Caspio e costituisce un ampio istmo mediante il quale l’Europa è congiunta all’Asia, detto "istmo ponto-caspico". Il clima è di tipo continentale all’interno di questi paesi e sui rilievi, alpino.
Ricade principalmente all'interno dei confini dell'Armenia, dell'Azerbaigian, della Georgia, della Russia e della Turchia. Da un punto di vista geofisico, secondo una convenzione geografica, lo spartiacque principale della catena del Caucaso può essere considerata il limite naturale tra l'Europa e l'Asia; secondo un'altra convenzione, invece, il confine eurasiatico è posto lungo la depressione del Kuma-Manyč, confine settentrionale della regione caucasica.
I confini geografici della regione caucasica sono rappresentati dalla depressione del Kuma-Manyč a nord, dal Mar Caspio ad est, dall'altopiano iranico a sud ed dal Mar Nero ad ovest. Il Caucaso è suddiviso in due regioni: la Ciscaucasia, o Caucaso settentrionale, e la Transcaucasia, o Caucaso meridionale, separate dallo spartiacque della catena montuosa del Gran Caucaso, lunga 1200 km e fra le più alte del mondo. Il Monte Elbrus (5642 m s.l.m.), situato in territorio russo, è la montagna più alta del Caucaso e, secondo alcune convenzioni geografiche, d'Europa. Sul versante meridionale, il Piccolo Caucaso comprende l'altopiano di Javakheti e l'altopiano armeno, parte del quale si trova in Turchia.
Dal punto di vista politico-amministrativo, la Ciscaucasia costituisce il circondario federale russo del Caucaso Settentrionale, mentre la Transcaucasia è spartita tra i territori dell'Azerbaigian, dell'Armenia e della Georgia. La Turchia considera anche le sue regioni più orientali parte della regione caucasica. La regione è nota per la sua diversità linguistica: le famiglie linguistiche cartveliche, caucasiche nordoccidentali e caucasiche nordorientali sono originarie dell'area. Le tele del pittore ucraino Vladimir Donatovič Orlovskij, descriventi i paesaggi caucasici, hanno immortalato le bellezze naturali locali.

## Origine del nome
La Naturalis historia di Plinio il Vecchio (77-79 d.C.) fa derivare il nome del Caucaso da un nome scitico, Croucasis, che presumibilmente significa "bianco di neve".
Nella Cronaca degli anni passati (1113 d.C.), si afferma che l'antico slavo orientale Кавкасийскыѣ горы (Kavkasijskjě gorj) derivi dal greco antico Καύκασος (Kaúkasos), che, secondo M.A. Yuyukin, è una parola composta che può essere interpretata come la 'montagna del/i gabbiano/i'.
Nella tradizione georgiana, il termine Caucaso deriva da Caucas (in georgiano კავკასოსი?, Ḳavḳasosi), figlio del biblico Togarmah e leggendario antenato dei popoli Vainachi.
Secondo i filologi tedeschi Otto Schrader e Alfons A. Nehring, la parola greca antica Καύκασος (Kaukasos) è collegata al gotico hauhs "alto" così come al lituano kaũkas "poggio" e kaukarà "collina, cima", in russo куча? «mucchio»

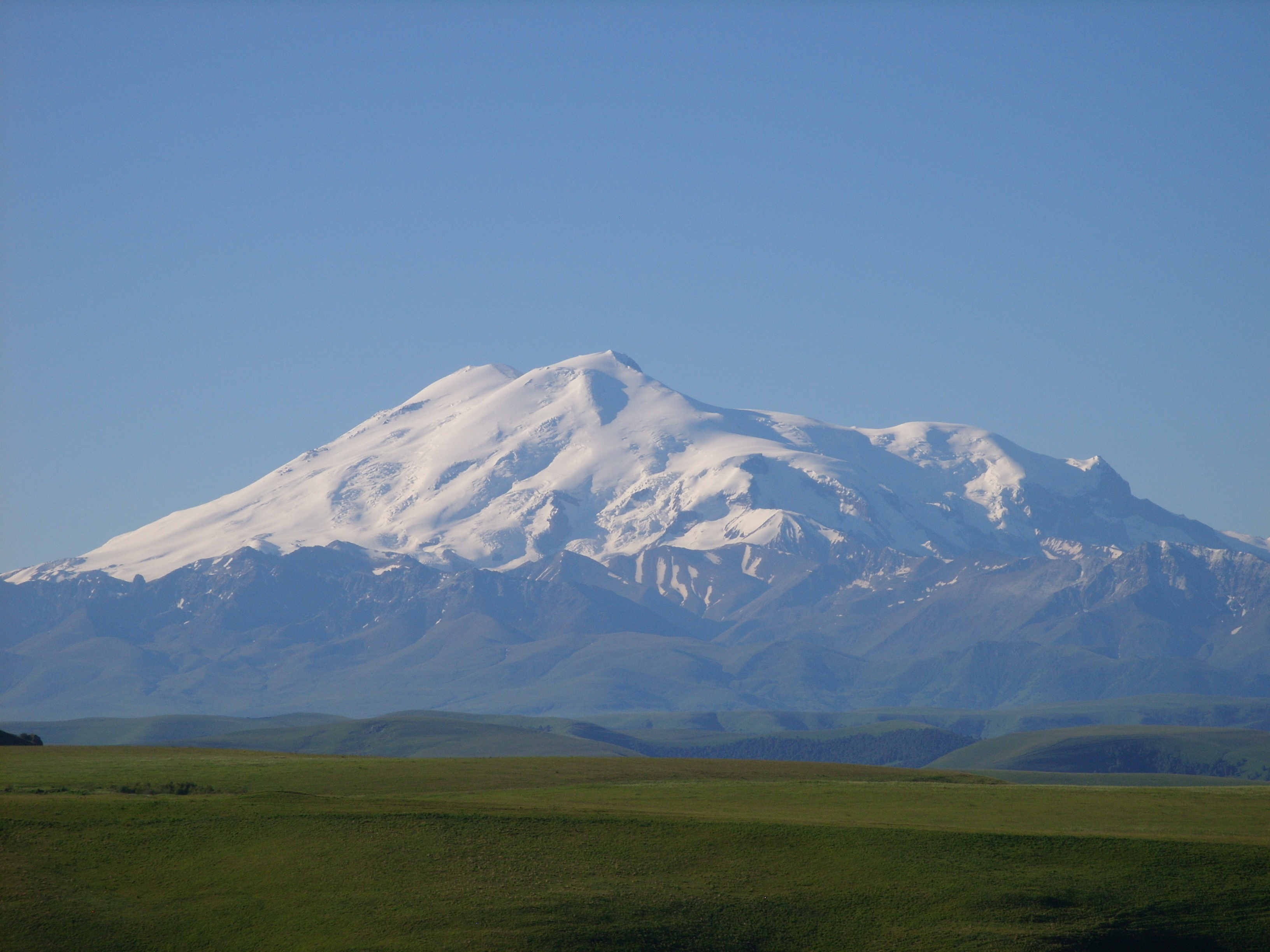
Monte Elbrus

## Geografia

### Territorio

#### Istmo ponto-caspico
La regione caucasica è situata tra il Mar Nero a ovest e il Mar Caspio a est; costituisce quindi un ampio istmo che separa i due specchi d'acqua, detto istmo ponto-caspico.
Il suo limite settentrionale è la depressione del Kuma-Manyč, che nella storia geologica, fino a 10.000 anni fa, era un braccio di mare, detto "Stretto di Manyč"; questa connessione marina è stata attiva sino alla fine della "Prima trasgressione di Chvalynsk del Mar Caspio; resto dello specchio marino che occupava la depressione è il lago salato Manyč-Gudilo, lungo più di 100 km e dal 1933 inglobato nel grande bacino idrico artificiale denominato "Bacino Proletario" (Пролетарское водохранилище - "Proletarskoye vodokhranilišče"). La depressione del Kuma-Manyč è accompagnata da una zona di faglia, che fa da confine geologico tra la regione caucasica e il bordo meridionale della pianura russa.
Limite meridionale della regione caucasica, e quindi dell'istmo ponto-caspico, è l'Altopiano iranico.

#### Orografia
La regione caucasica è attraversata da est ad ovest dalla catena del Caucaso, con una lunghezza di oltre 1200 km e una direzione generale nord-ovest-sud-est, che occupa un'area di circa 150.000 kmq. Il sistema è nettamente delimitato a sud dalle depressioni dei fiumi Rioni e Kura meridionale, a nord da quelle dei fiumi Kuban', Kuma settentrionale e Terek, oltre le quali si stende la steppa. Verso la zona centrale del versante sud si avvicinano al sistema le estreme propaggini dell'altipiano armeno, dette Piccolo Caucaso.

#### Idrografia
La regione e' a tratti arida o semiarida con presenza di diversi fiumi e torrenti che scendono dalle montagne e dalle pendici del Caucaso.

### Clima
La regione e' caratterizzata da un clima di montagna tipico delle zone di media e alta montagna, ed un clima steppico e delle praterie nelle zone di bassa quota.

## Storia

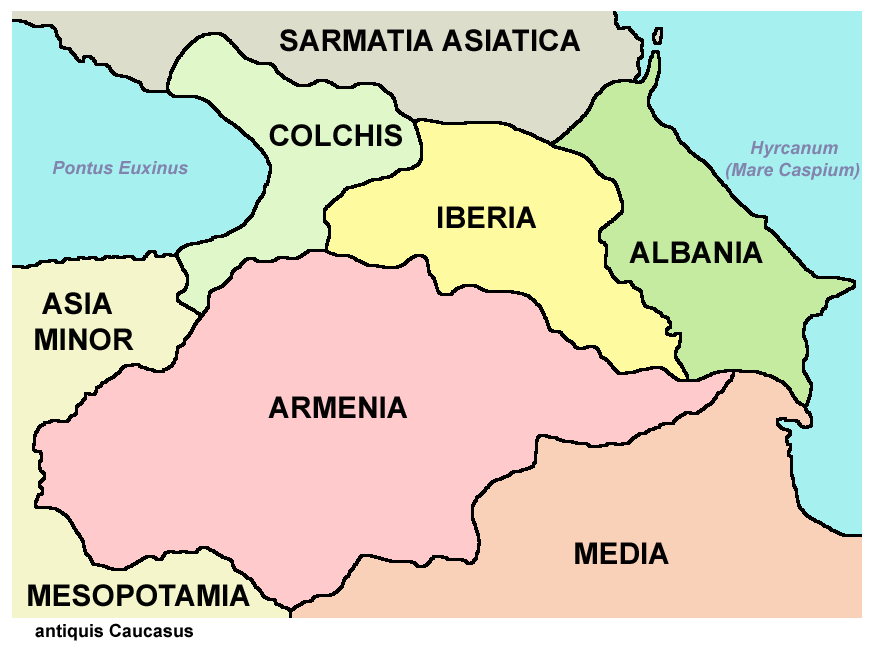
Caucaso antico

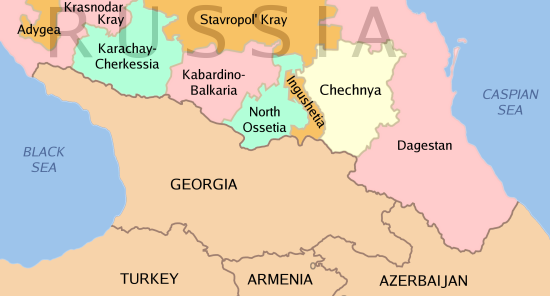
Caucaso settentrionale

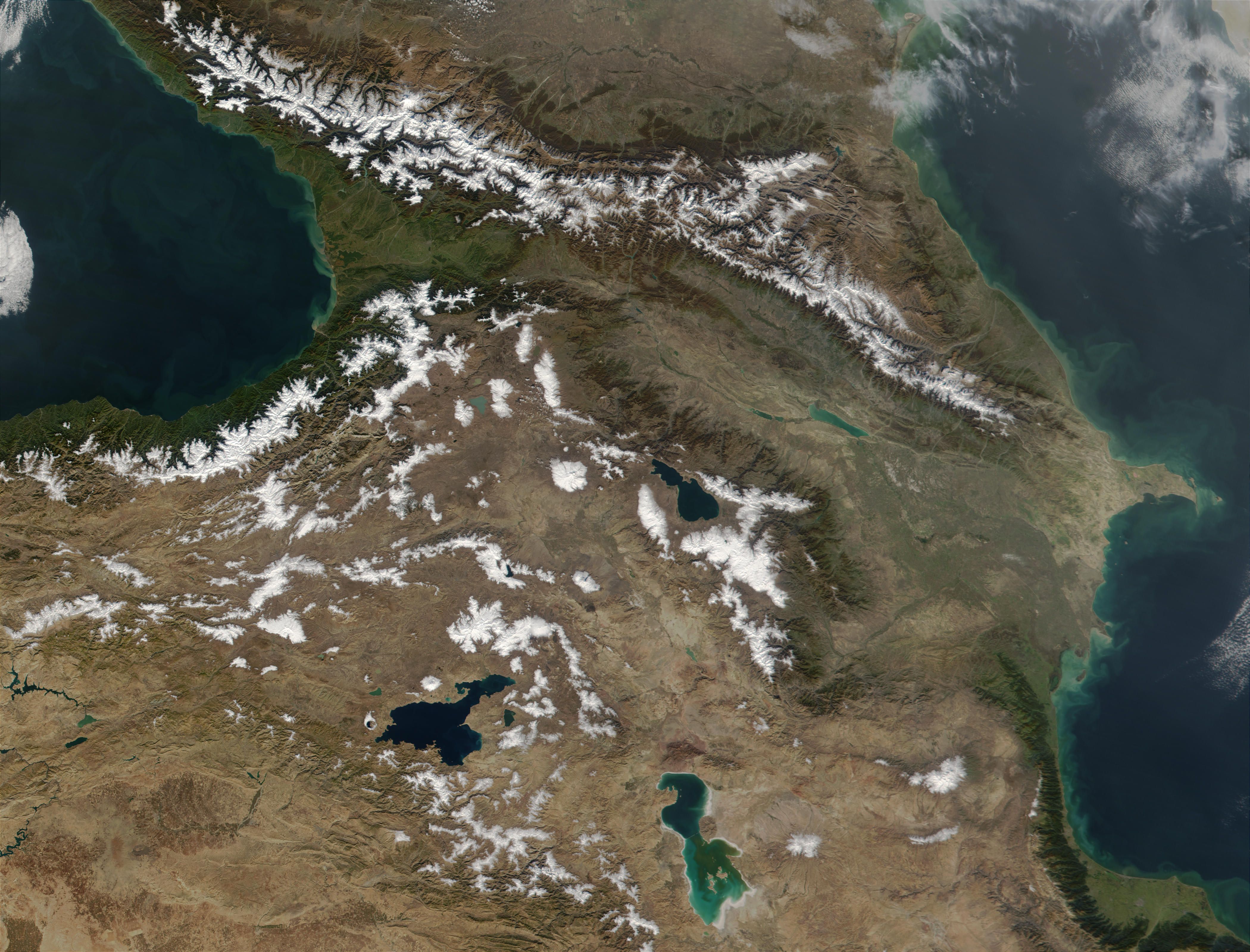
Vista satellitare del Caucaso

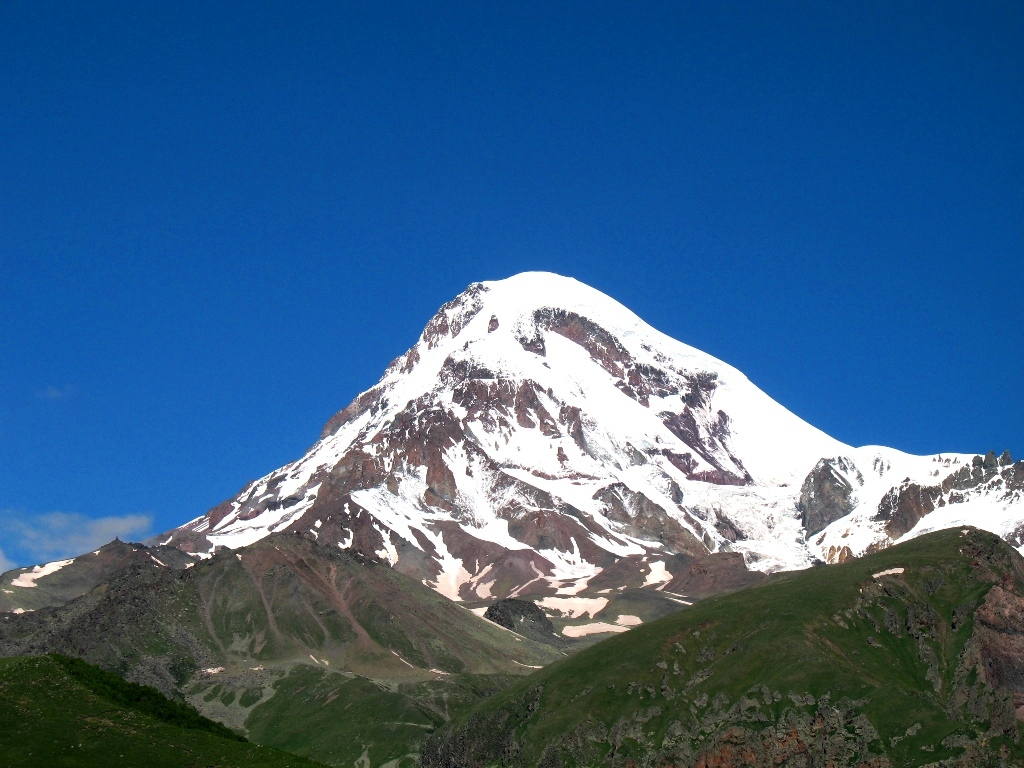
Monte Kazbek (Grande Caucaso)

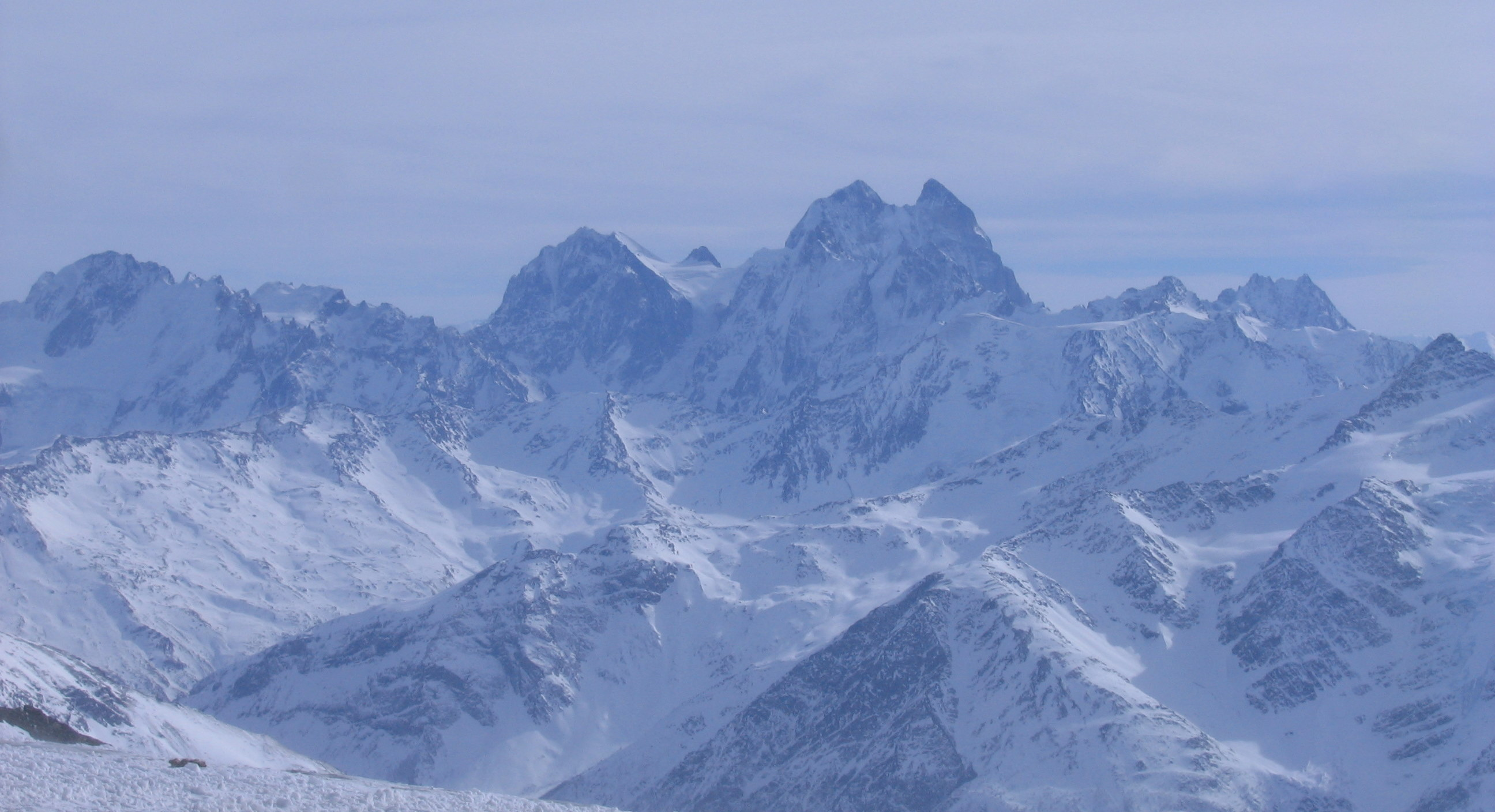
Monte Ushba (Grande Caucaso)

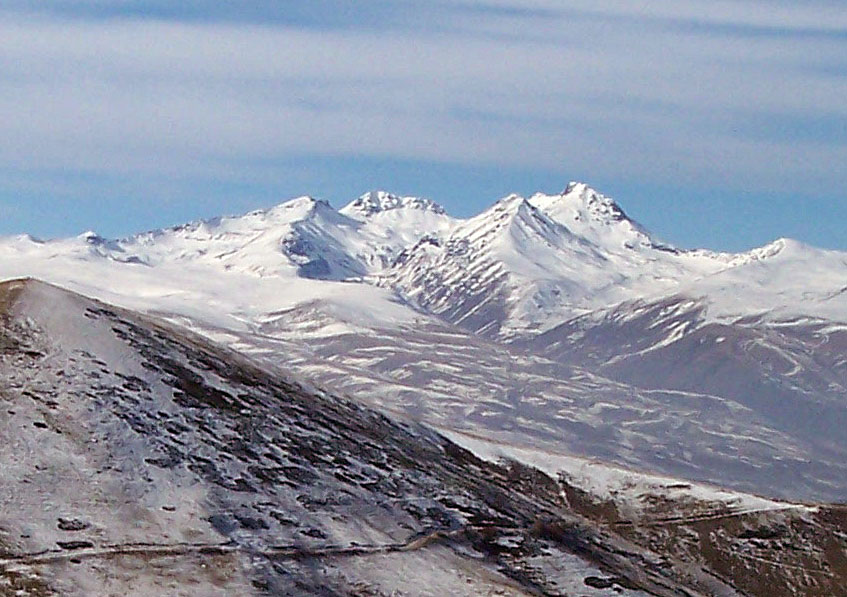
Monte Aragats (Piccolo Caucaso)

Esplorato da navigatori greci di Mileto nell'VIII secolo a.C., il litorale del Mar Nero vide la nascita di numerose colonie greche. Il Caucaso propriamente detto, dove si mescolano le influenze dei Persiani, dei Parti e dei Romani, venne cristianizzato nel IV secolo. Punto di contatto tra le civiltà bizantine e arabe durante l'Alto Medioevo, questa zona geografica subì la dominazione turca dall'XI secolo e l'invasione mongola nel XIII secolo.
Tra l'XI secolo e la metà del XIII si sviluppò una notevole civiltà nei reami cristiani dell'Armenia e della Georgia ma, dopo la presa di Costantinopoli del 1453, la regione rimase isolata dal resto della cristianità e passò sotto la dominazione ottomana nel XVI secolo. Nella stessa epoca inizia anche la penetrazione dell'Impero russo nel Caucaso, penetrazione che si concluse in ogni modo solo verso la fine del XVIII secolo; dopo l'annessione della Georgia nel 1801, la guerra contro i persiani e l'impero ottomano (1805-1829) nei pressi di Erevan permise ai Russi di impadronirsi di tutta la regione. Per anni, fino al 1859, anno della cattura del capo musulmano Imam Shamil, le forze russe dovettero comunque combattere aspramente con le forze di resistenza dell'Imamato del Caucaso.
I territori caucasici dove nel 1917, in seguito alla Rivoluzione russa, erano state create le Repubbliche Socialiste di Georgia, Armenia e Azerbaigian furono teatro, durante la seconda guerra mondiale dal luglio 1942 al gennaio 1943, di una vasta offensiva tedesca (Operazione Blu) il cui obiettivo era la conquista dei giacimenti di petrolio nei pressi di Baku e la riva del Mar Caspio. Nel dopoguerra e fino al crollo dell'URSS la storia del Caucaso è strettamente correlata alla storia dell'Unione Sovietica.

## Descrizione

### Stati appartenenti
Alla regione appartengono i seguenti stati o regioni indipendenti: 
- Armenia
- Azerbaigian
- Georgia
  -  Abcasia il cui territorio è rivendicato dalla Georgia ma indipendente de facto
  -  Ossezia del Sud il cui territorio rivendicato dalla Georgia ma indipendente de facto
- Russia
- Turchia

A sua volta, il territorio caucasico sotto governo russo, il circondario federale del Caucaso Settentrionale è composto da 7 entità federali:
- Cecenia
- Daghestan
- Inguscezia
- Cabardino-Balcaria
- Ossezia Settentrionale-Alania
- Stavropol'
- Karačaj-Circassia

### Situazione politica odierna
Dopo il 1989, con la dissoluzione dell'URSS, nella regione sono nati tre nuovi Stati indipendenti - la Georgia, l'Armenia e l'Azerbaigian - mentre le altre sei ex repubbliche sovietiche della cosiddetta Ciscaucasia sono rimaste in seno alla Federazione Russa, seppure con lo status di repubbliche autonome.
I nuovi Stati hanno subito dovuto affrontare gravi problemi economici e dispute di territorio: l'Armenia e l'Azerbaigian si disputano il territorio del Nagorno Karabakh, politicamente azero ma abitato da maggioranza armena. La Georgia deve invece far fronte a richieste separatiste nelle regioni dell'Abcasia e dell'Ossezia del Sud.
Dal 1991, all'interno della Federazione Russa, si combatte un sanguinoso conflitto tra le autorità centrali e la Cecenia, che reclama la sua indipendenza da Mosca (prima guerra cecena e seconda guerra cecena).

### Sulla geografia
- Catena del Caucaso
- Transcaucasia
- Ciscaucasia

### Antichità
- Cultura colchica
- Cultura di Koban
- Urartu

### Sui gruppi etnici, religiosi e linguistiche

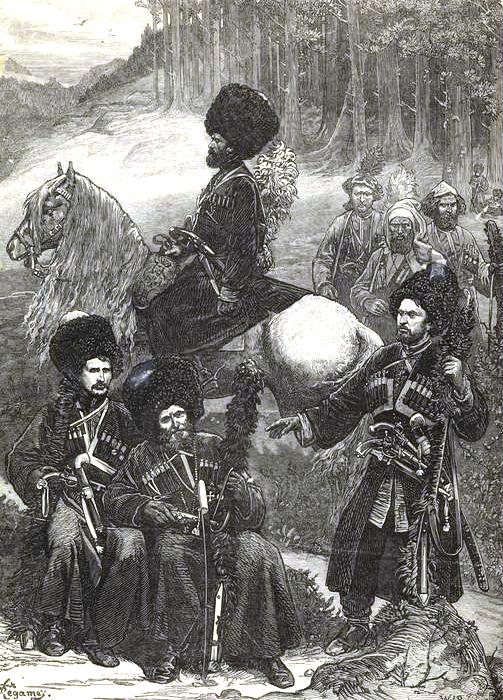
Nativi del Caucaso, di Félix Régamey

- Ebrei della montagna
- Lingue caucasiche

### Sui regimi statali
- Imamato del Caucaso
- Repubblica delle Montagne del Caucaso Settentrionale
- Repubblica Popolare del Kuban'
- Repubblica Sovietica del Kuban'
- Repubblica Sovietica del Kuban'-Mar Nero
- Repubblica Federale Democratica Transcaucasica
- Repubblica Socialista Federativa Sovietica Transcaucasica
- Repubblica Sovietica del Caucaso Settentrionale

### Sulle guerre
- Guerra caucasica
- Battaglia del Caucaso
- Genocidio armeno
- Insurrezione cecena del 1940-1944
- Prima guerra del Nagorno Karabakh
- Seconda guerra del Nagorno Karabakh
- Prima guerra cecena
- Seconda guerra cecena
- Prima guerra in Ossezia del Sud
- Seconda guerra in Ossezia del Sud